# 斯蒂爾威爾 (印第安納州)
斯蒂爾威爾（英語：Stillwell）是位於美國印地安納州拉波特縣的一個非建制地區。該地的面積和人口皆未知。